# Pra Frente, Brasil
Pour plus de détails, voir Fiche technique et Distribution.
Pra Frente, Brasil est un film brésilien réalisé par Roberto Farias, sorti en 1982.
En novembre 2015, le film est inclus dans la liste établie par l'Association brésilienne des critiques de cinéma (Abraccine) des 100 meilleurs films brésiliens de tous les temps.

## Synopsis
Pendant la dictature militaire, Jofre Godoi da Fonseca, un homme de la classe moyenne, est confondu avec un activiste politique.

## Fiche technique
- Titre : Pra Frente, Brasil
- Réalisation : Roberto Farias
- Scénario : Reginaldo Faria, Roberto Farias et Paulo Mendonça
- Musique : Egberto Gismonti
- Photographie : Dib Lutfi
- Montage : Mauro Farias, Maurício Farias et Roberto Farias
- Production : Roberto Farias
- Société de production : Embrafilme et Produções Cinematográficas R.F. Farias
- Pays :  Brésil
- Genre : Thriller et drame
- Durée : 105 minutes
- Dates de sortie : 
  -  Brésil : mars 1982 (festival du film de Gramado), 14 février 1983

## Distribution
- Reginaldo Faria : Jofre Godói
- Carlos Zara : Barreto
- Antônio Fagundes : Miguel Godói
- Natália do Vale : Marta Godói
- Elizabeth Savalla : Mariana
- Cláudio Marzo : Sarmento
- Neuza Amaral : Vera
- Ivan Cândido : Garcia
- Lui Farias : Zé Roberto
- Luiz Armando Queiroz : Rubens

## Distinctions
Le film a été présenté en sélection officielle en compétition lors de Berlinale 1983.